# بويد إروين
بويد إروين (بالإنجليزية: Boyd Irwin)‏ هو ممثل بريطاني (وحمل سابقاً جنسية المملكة المتحدة لبريطانيا العظمى وأيرلندا)، ولد في 12 مارس 1880 ببرايتون في المملكة المتحدة، وتوفي في 22 يناير 1957 بلوس أنجلوس في الولايات المتحدة.

## وصلات خارجية
- بويد إروين على موقع IMDb (الإنجليزية)
- بويد إروين على موقع قاعدة بيانات الفيلم (الإنجليزية)